# La Bureba
La Bureba és una comarca de la província de Burgos, a la comunitat autònoma de Castella i Lleó. Està situada a la part nord-est de la província, a la conca del riu Ebre.

## Municipis
| - Abajas - Aguas Cándidas - Aguilar de Bureba - Alcocero de Mola - Bañuelos de Bureba - Barrios de Bureba, Los - Berzosa de Bureba - Briviesca - Busto de Bureba - Cantabrana - Carcedo de Bureba | - Carrias - Cascajares de Bureba - Castil de Peones - Cubo de Bureba - Fuentebureba - Galbarros - Grisaleña - Llano de Bureba - Miraveche - Monasterio de Rodilla - Navas de Bureba | - Oña - Padrones de Bureba - Piérnigas - Poza de la Sal - Prádanos de Bureba - Quintanabureba - Quintanaélez - Quintanavides - Quintanilla San García - Reinoso - Rojas | - Rublacedo de Abajo - Rucandio - Salas de Bureba - Salinillas de Bureba - Santa María Rivarredonda - Santa Olalla de Bureba - Vallarta de Bureba - La Vid de Bureba - Vileña - Villanueva de Teba - Zuñeda |  |